# National String Instrument Corporation

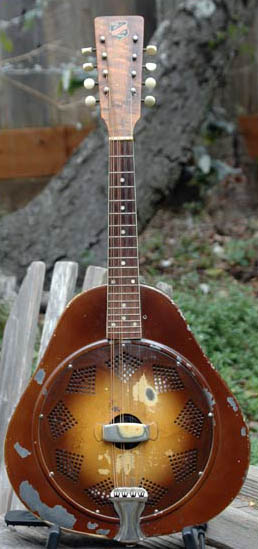
Mandoline à résonateur de National String Instrument, 1930.
Collection Lowell Levinger

National String Instrument Corporation était une société des États-Unis d'Amérique qui fabriquait des guitares et d'autres instruments de musique à résonateur.

## Les systèmes de résonateursNational
La marque originale National est spécifiquement associée avec deux des trois systèmes d'instruments à résonateur 
- Le système tricone avec trois cônes.
- Le système biscuit avec un seul résonateur dont la face convexe est orientée vers l'avant de l'instrument.

## Histoire

### Création
La société a été fondée par John Dopyera, le luthier qui est réputé avoir inventé le système d'amplification des instruments à résonateur, et George Beauchamp, un joueur de guitare hawaïenne qui avait suggéré à John Dopyera l'idée de créer des guitares plus sonores capables de jouer une mélodie qui serait entendue au-dessus de cuivres ou d'autres instruments à vent dont le volume sonore dépassait alors largement celui des guitares acoustiques.
En 1927, les premiers instruments à résonateur furent produits et vendus, portant alors la marque National. Ils avaient une caisse en métal et un système  de résonateur tricone, avec trois cônes d'aluminium reliés par une pièce d'aluminium en forme de T. Des modèles avec des caisses de bois suivirent rapidement dans la production, construits sur des bases d'instrument bon marché pour étudiant en contreplaqué, fournis par Regal Musical Instrument Company ou d'autres fabricants de guitares bien établis.